# بدر فلاته
بدر إبراهيم فلاته (مواليد 7 فبراير 2003) هو لاعب كرة قدم سعودي يلعب حاليًا في نادي أحد.

## مسيرة اللاعب
بدأ في نادي أحد وأعير إلى نادي الأنصار في عام 2023 لمدة موسم.